# SLC9A3R1
SLC9A3R1 (англ. SLC9A3 regulator 1) – білок, який кодується однойменним геном, розташованим у людей на короткому плечі 17-ї хромосоми.  Довжина поліпептидного ланцюга білка становить 358 амінокислот, а молекулярна маса — 38 868.
| 10         |  | 20         |  | 30         |  | 40         |  | 50         |
| ---------- |  | ---------- |  | ---------- |  | ---------- |  | ---------- |
| MSADAAAGAP |  | LPRLCCLEKG |  | PNGYGFHLHG |  | EKGKLGQYIR |  | LVEPGSPAEK |
| AGLLAGDRLV |  | EVNGENVEKE |  | THQQVVSRIR |  | AALNAVRLLV |  | VDPETDEQLQ |
| KLGVQVREEL |  | LRAQEAPGQA |  | EPPAAAEVQG |  | AGNENEPREA |  | DKSHPEQREL |
| RPRLCTMKKG |  | PSGYGFNLHS |  | DKSKPGQFIR |  | SVDPDSPAEA |  | SGLRAQDRIV |
| EVNGVCMEGK |  | QHGDVVSAIR |  | AGGDETKLLV |  | VDRETDEFFK |  | KCRVIPSQEH |
| LNGPLPVPFT |  | NGEIQKENSR |  | EALAEAALES |  | PRPALVRSAS |  | SDTSEELNSQ |
| DSPPKQDSTA |  | PSSTSSSDPI |  | LDFNISLAMA |  | KERAHQKRSS |  | KRAPQMDWSK |
| KNELFSNL   |  |            |  |            |  |            |  |            |

A: Аланін

C: Цистеїн

D: Аспарагінова кислота

E: Глутамінова кислота

F: Фенілаланін

G: Гліцин

H: Гістидин

I: Ізолейцин

K: Лізин

L: Лейцин

M: Метіонін

N: Аспарагін

P: Пролін

Q: Глутамін

R: Аргінін

S: Серин

T: Треонін

V: Валін

W: Триптофан

Задіяний у такому біологічному процесі як сигнальний шлях Wnt. 
Локалізований у клітинній мембрані, цитоплазмі, мембрані, клітинних відростках.